# Tilahar
Tilahar (en népalais : तिलाहार) est un comité de développement villageois du Népal situé dans le district de Parbat. Au recensement de 2011, il comptait 4 614 habitants.